# Abbie Cornish

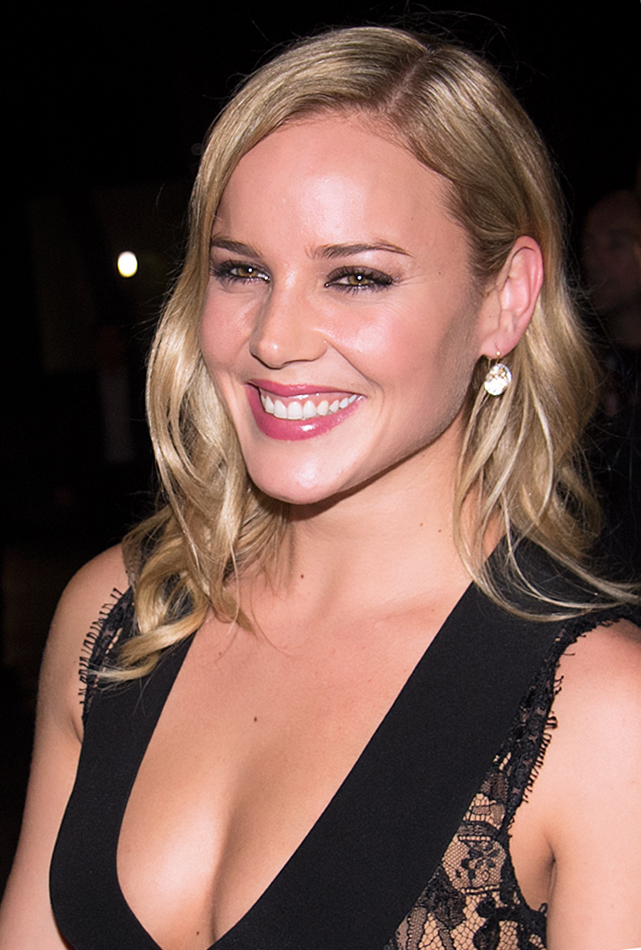
Abbie Cornish (2012)

Abbie Cornish (właśc. Abbigale Cornish; ur. 7 sierpnia 1982 w Lochinvar) – australijska aktorka filmowa, modelka, a także raperka, występująca pod pseudonimem MC Dusk.

## Życiorys
Urodziła się jako druga, z pięciorga rodzeństwa. Jej rodzice rozwiedli się gdy Abbie miała szesnaście lat. Jej kariera rozpoczęła się w wieku trzynastu lat, kiedy to rozpoczęła pracę jako modelka po dojściu do finału konkursu magazynu Dolly. W wieku szesnastu lat Abbie rozpoczęła pracę na planach seriali, rozpoczęła również studia, mając nadzieję zostać weterynarzem. W 1999 roku otrzymuje nagrodę młodych Australijskiego Instytutu Filmowego za rolę w serialu Wildside.
W 2004 roku występuje w filmie krótkometrażowym Everything Goes u boku Hugona Weavinga. Za rolę w filmie Salto otrzymuje nagrodę Australijskiego Instytutu Filmowego dla najlepszej aktorki pierwszoplanowej. Otrzymuje również nagrody IF Award i wyróżnienie podczas Festiwalu Filmowego w Miami. W 2006 za tytułową rolę w psychologicznym melodramacie Candy Australijski Instytut Filmowy nominował ją do nagrody dla najlepszej aktorki. Występ w tym filmie przyniósł jej także IF Award oraz nominację do nagrody Kręgu Krytyków Filmowych Australii.
W tym samym roku Cornish występuje w filmie Dobry rok u boku Russella Crowe'a i Marion Cotillard. Rok później Cornish otrzymuje rolę w filmie Elizabeth: Złoty wiek u boku Cate Blanchett i Clive’a Owena. W 2009 roku Abbie występuje w głównej roli w filmie Jaśniejsza od gwiazd w reżyserii Jane Campion. Za rolę zostaje nominowana do nagrody Satelita w kategorii: najlepsza aktorka w filmie dramatycznym.

## Życie prywatne
W 2019, Cornish ogłosiła zaręczyny z zawodnikiem MMA Adelem Altamimim.

## Filmografia

### Filmy fabularne
- 1999: Bliskie związki (Close Contact) jako Sara Boyack
- 2000: Maska małpy (The Monkey's Mask) jako Mickey Norris
- 2003: Marking Time jako Tracey
- 2003: Horseplay jako Becky Wodinski
- 2004: Doskonały dzień (One Perfect Day) jako Emma Matisse
- 2004: Salto (Somersault) jako Heidi
- 2004: Everything Goes jako Brianie
- 2006: Candy jako Candy
- 2006: Dobry rok (A Good Year) jako Christie Roberts
- 2007: Elizabeth: Złoty wiek (Elizabeth: The Golden Age) jako Elizabeth Throckmorton
- 2008: Stop-Loss jako Michelle
- 2009: Jaśniejsza od gwiazd (Bright Star) jako Fanny Brawne
- 2010: Legendy sowiego królestwa: Strażnicy Ga’Hoole (Legend of the Guardians: The Owls of Ga’Hoole) jako Otulissa (głos)
- 2011: W.E. jako Wally Winthrop
- 2011: Jestem Bogiem (Limitless) jako Lindy
- 2011: Sucker Punch (film) jako Sweet Pea
- 2012: 7 psychopatów (Seven Psychopaths) jako Kaya
- 2012: The Girl jako Ashley
- 2014: RoboCop jako Ellen Murphy
- 2015: Solace jako agentka Katherine Cowles
- 2016: Lavender jako Jane
- 2017: Trzy billboardy za Ebbing, Missouri jako Anne
- 2017: Geostorm jako Sarah
- 2017: The Girl Who Invented Kissing jako Patti
- 2017: 6 dni jako Kate Adie
- 2018: Paris Song jako Lee Abbott
- 2018: Doskonałość jako Matka
- 2018: Miłość w trudnych czasach jako Kerstin
- 2021: Wirtuoz. Pojedynek zabójców jako The Waitress

### Seriale telewizyjne
- 1997-1999: Wildside jako Simone Summers
- 2000: Szczury wodne (Water Rats) jako Marie Marchand
- 2001: Outriders jako Reggie McDowell
- 2001: Life Support jako Penne
- 2003: White Collar Blue jako Antonia McAlister
- 2009: Robot Chicken jako żona / pielęgniarka (głos)
- 2014: Klondike jako Belinda Mulrooney
- 2018: Tom Clancy’s Jack Ryan jako Cathy Mueller
- 2019: Secret Bridesmaids' Business jako Melanie Heyward